# Cyrtosia (orquídea)
Cyrtosia é um género botânico pertencente à família das orquídeas, composto por cinco ou sete espécies do Sudeste asiático, do nível do mar a 2.700 metros de altitude, algumas endêmicas de áreas restritas, geralmente próximas a material em decomposição, pois trata-se de gênero de plantas saprófitas que vivem em estreita simbiose com o fungo micorriza. Não possuem folhas nem clorofila e não realizam fotossíntese. Distinguem-se do gênero mais próximo, Galeola, por serem muito menores, geralmente não necessitarem de apoio para seus caules, mas principalmente por seus frutos e sementes. Seus brilhantes frutos vermelhos são consumidos por pequenos animais e suas sementes desenvolveram crostas de modo a passarem por seu trato digestivo sem perderem suas propriedades germinativas. Estudos moleculares demonstram que algumas das espécies hoje consideradas parte de Galeola deveriam na realidade ser classificadas em Cyrtosia, por exemplo a Galeola faberi e a Galeola lindleyana. Sua espécie tipo é a Cyrtosia javanica Blume, descrita em 1837.

## Espécies
1. Cyrtosia integra (Rolfe ex Downie) Garay, Bot. Mus. Leafl. 30: 232 (1986).
2. Cyrtosia javanica Blume, Bijdr.: 396 (1825).
3. Cyrtosia nana (Rolfe ex Downie) Garay, Bot. Mus. Leafl. 30: 233 (1986).
4. Cyrtosia plurialata Seidenf., Opera Bot. 124: 13 (1995).
5. Cyrtosia septentrionalis (Rchb.f.) Garay, Bot. Mus. Leafl. 30: 233 (1986).